# Капля

Капля из крана

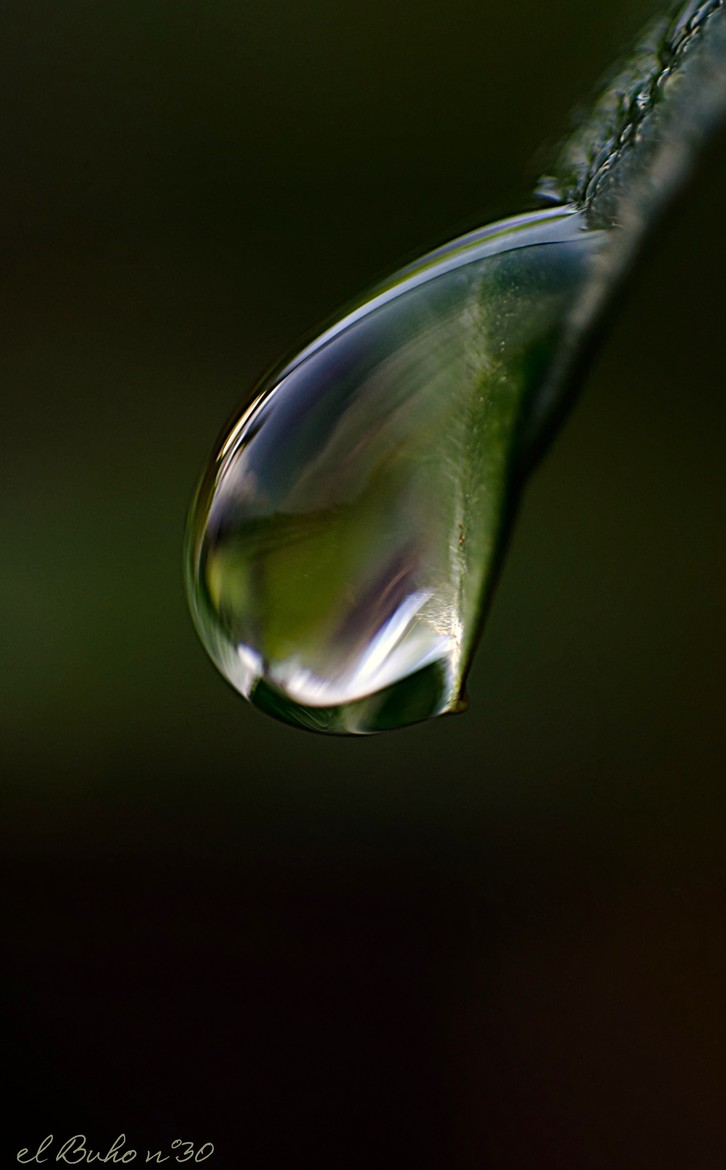
Капля крупным планом

Ка́пля — небольшой объём жидкости, ограниченный поверхностью, определяемой преимущественно действием сил поверхностного натяжения, а не внешних сил.
Капли образуются:
- при стекании жидкости с края поверхности или из малых отверстий.
- при конденсации (водяного) пара:
  - на твёрдой несмачиваемой поверхности: например, роса — при конденсации на поверхностях;
  - на центрах конденсации: например, туманы и облака — при конденсации на пылинках воздуха;
- при распылении жидкости (см. аэрозоль);
- при эмульгировании.

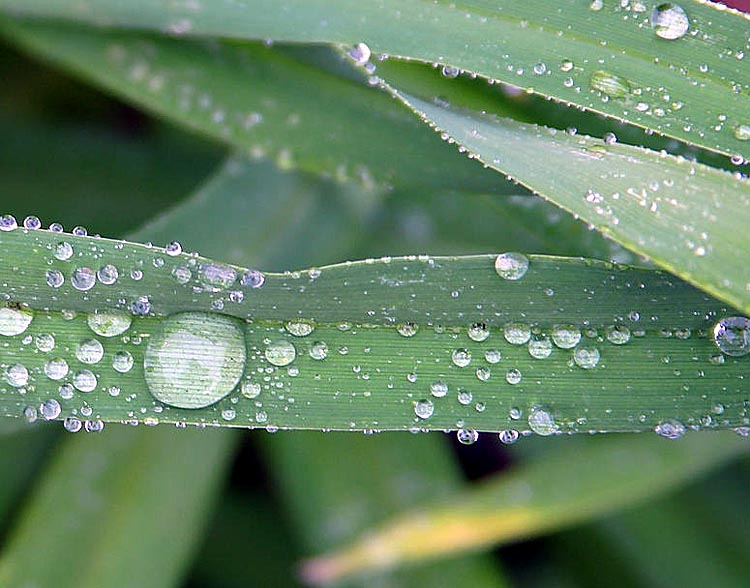
Капли росы

Форма капли определяется совокупным действием поверхностного натяжения и внешних сил силы тяжести и аэродинамическими силами. В естественных условиях для капель небольшого размера (1 мм и менее) преобладающей является сила поверхностного натяжения, придающая такой капле форму тем более близкую к сферической, чем меньше капля. С увеличением размера капли влияние силы поверхностного натяжения слабеет в силу понятных геометрических причин, а сила тяжести растёт кубически, соответственно чему увеличивается установившаяся скорость падения и действующие аэродинамические силы. У нижней стороны падающей дождевой капли размером 2—3 мм образуется область повышенного давления воздуха, у верхней стороны — менее выраженная область пониженного давления. Такая капля принимает форму уплощённую снизу. Капли размером 3—4 мм в нижней части плоские либо вогнутые, капли бо́льшего размера разрушаются.
Форма и размер капли, отрывающейся от конца капиллярной трубки, зависят от диаметра трубки, поверхностного натяжения и плотности жидкости. Эта зависимость лежит в основе методов определения поверхностного натяжения жидкостей по массе капель, отрывающихся от вертикальной цилиндрической трубки, и по форме капли, висящей на конце трубки.

## Единица измерения объёма
Используется в качестве единицы измерения объёма для лекарственных средств в форме капель. Например, капли в нос.
Объём капли в среднем составляет:
- воды или водного раствора: 0,03—0,05 мл
- спирта или спиртового раствора: 0,02 мл

Фармацевтической мерой капли принято считать:
- для водных растворов — 0,05 мл, таким образом 20 капель есть 1 мл.
- для спиртовых растворов — 0,025 мл, таким образом 20 капель есть 0,5 мл.

## Физика
Рассматриваем парогазовую среду, в которой происходит фазовый переход первого рода: пар-жидкость. Здесь капля — это необратимо растущие зародыши жидкой фазы, состоящие из некоторого числа молекул {\displaystyle \nu }, где {\displaystyle \nu } пробегает значения от 1 до {\displaystyle \infty }. Капельки жидкости — это макроскопические частицы новой стабильной фазы в исходной метастабильной. В случае {\displaystyle \nu =1} зародыш — одиночная молекула пара, если же {\displaystyle \nu >>1} зародыш — капля жидкости.
Зачастую предполагается, что изменения числа молекул зародыша новой фазы (жидкость) происходит путём поглощения или испускания одиночной молекулы пара.
Капля характеризуется {\displaystyle \mu _{\nu }} химическим потенциалом молекул, {\displaystyle \mu _{\infty }} — химическим потенциалом молекул конденсата в макроскопической жидкой фазе (в капле) {\displaystyle \infty } радиуса.